# Església de Sant Nicolau (València)
L'església de Sant Nicolau, de Sant Nicolau de Bari i Sant Pere Màrtir, ja apareix al Llibre del Repartiment el 1239. A pesar de les modificacions, conserva un gran patrimoni (arquitectònic i moble) de diferents estils que mostren la seua evolució al llarg dels segles. Es troba a la plaça de Sant Nicolau al barri de la Seu de la ciutat de València.

## Evolució historicoartística
És una de les esglésies més antigues de València, com ja s'ha dit, apareix al Llibre del Repartiment, però hi ha certa polèmica pel que fa al seu origen. Diago i Escolano citen una ermita dedicada a sant Pere màrtir, cosa que Esclapés criticà perquè pensava que aquest origen es trobava en una ermita dedicada a sant Nicolau i no a sant Pere màrtir que havia mort el 1252, ermita que Jaume I donà a l'orde dels Predicadors per a la fundació d'un convent. Aquesta ermita va ser mesquita i després s'erigí en parròquia, l'any 1245 un Raimondo signava com a rector de Sant Nicolau, per tant l'advocació a sant Pere seria posterior.

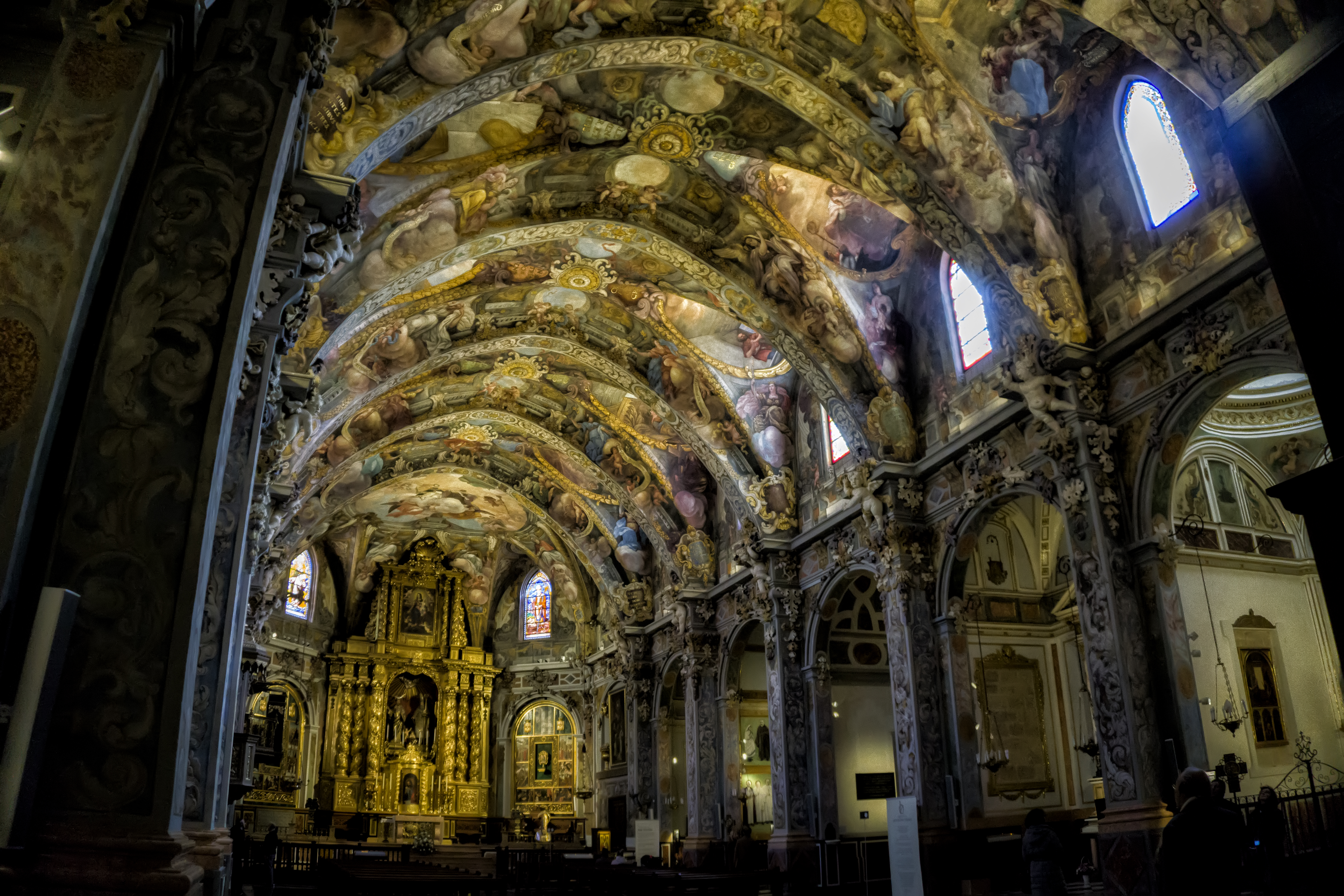
Interior de l'església

L'any 1419 es refà la primera església i el 1455 s'allarga cap als peus, ocupant el lloc on estava el fossar, que desaparegué convertint-se en una placeta. Així, el temple es configurà com quasi tots els de la ciutat, ampla nau central amb sis capelles entre els contraforts a cada costat, capçalera poligonal i coberta amb volta de creueria simple. La portada dels peus és de la segona meitat del segle xv, d'un gòtic estilitzat i sense ornamentació. Està formada per arquivoltes agrupades a tres trams, i té quatre mènsules que sostenien imatges de sants, ara desaparegudes. Al timpà s'hi col·locà posteriorment un relleu barroc amb la imatge de la Verge amb el Nen envoltada de núvols i querubins. La portada es corona amb una escultura d'un plat de carn, al·ludint a un miracle atribuït a sant Nicolau, recollit per Jaume Roig. Damunt de la portada se situa una rosassa amb una estrella de sis puntes semblant a la de la Catedral. Finalment, a la dreta de la porta existeix una capella exterior tancada amb un reixat, s'anomena del fossar per haver estat el cementeri parroquial.
El campanar s'ubica als peus, és quadrat i té tres cossos. El primer és de pedra fins a l'altura d'una cornisa a partir de la qual és de rajola, fins al cos de campanes. Aquest és similar al d'altres esglésies de la ciutat com Sant Andreu o el del Carme: amb un arc a cada costat flanquejat per tres parells de pilastres toscanes i rematant-se amb una balustrada, a sobre un cupulí de dos cossos (el primer quadrat i el segon octogonal).

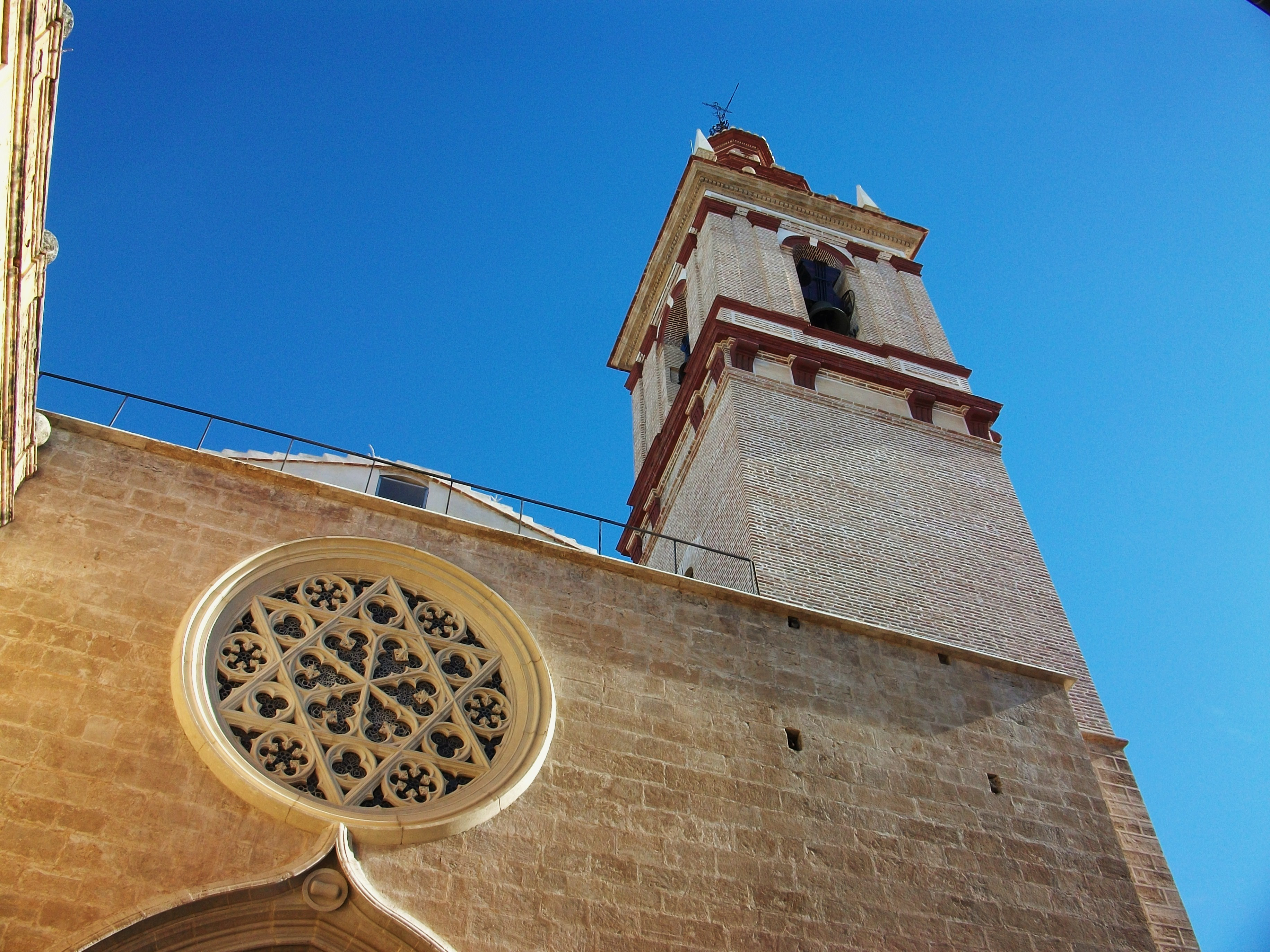
Rosassa i campanar de l'església

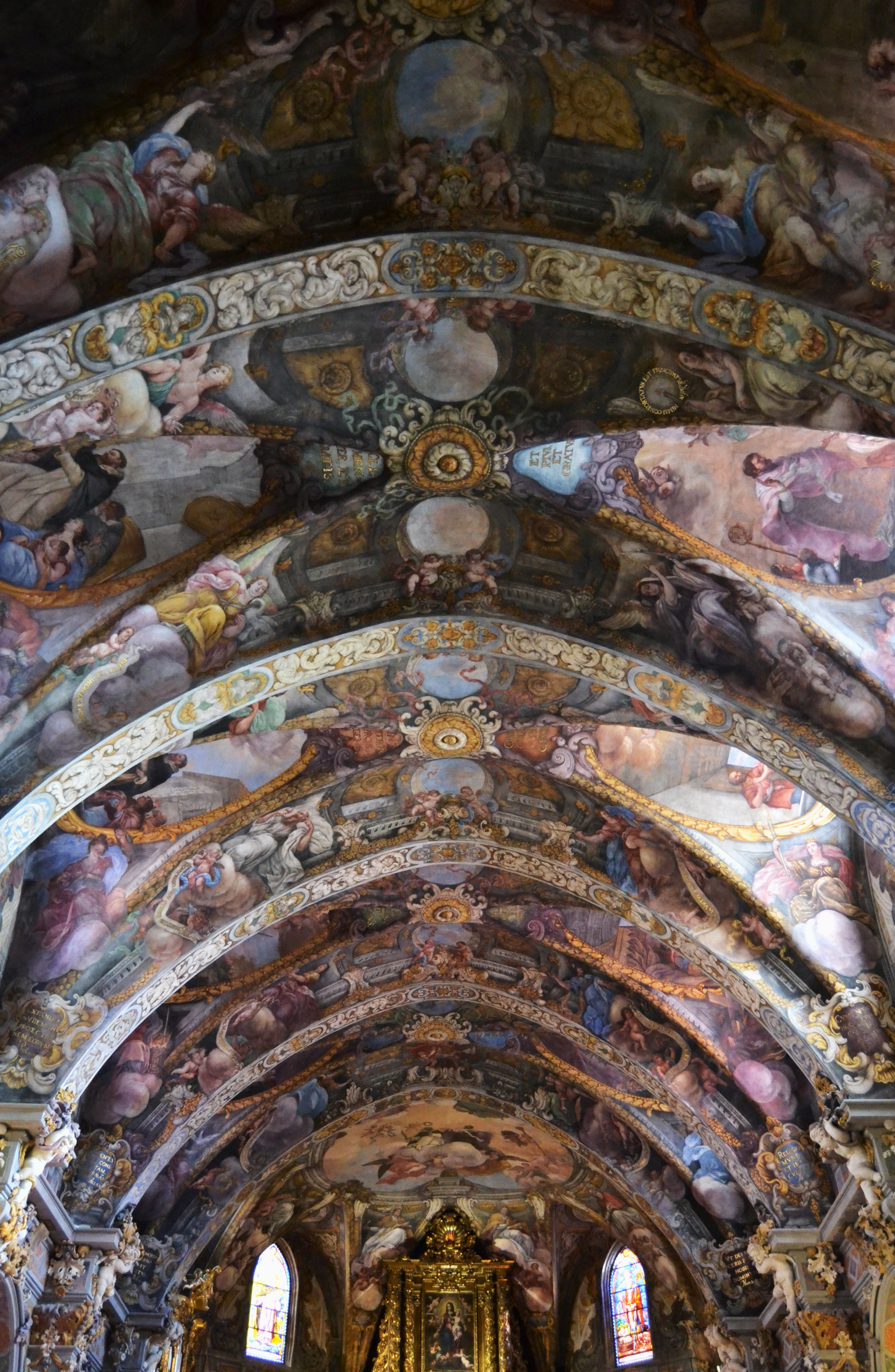
Frescos de la volta del sostre

L'interior es recobrí d'una exuberant ornamentació barroca cap a 1690-1693, obra atribuïda a Perez Castiel. Amb aquesta reforma posava al dia el que es considerava una fàbrica antiquada, i que ja tenia precedents en la remodelació de l'església del Carme (1628-52), a la que va seguir el decorativisme barroc aplicat a l'església de Sant Esteve, i quelcom semblant passava, amb variants en moltes altres esglésies de la ciutat i arreu del país, com a les de Sant Doménec 1693, del Monestir de la Trinitat (1695-1700) o Sant Joan del Mercat (1693-1700), o fora de la ciutat a les esglésies de Meliana (1690-98), Alaquàs (1691), etc. El fet que els contraforts gòtics es dotaren d'un ordre i que els arcs faixons es transformaren en seccions rectangulars mostra una actitud que va més enllà del decorativisme, mostrant una preocupació més arquitectònica.

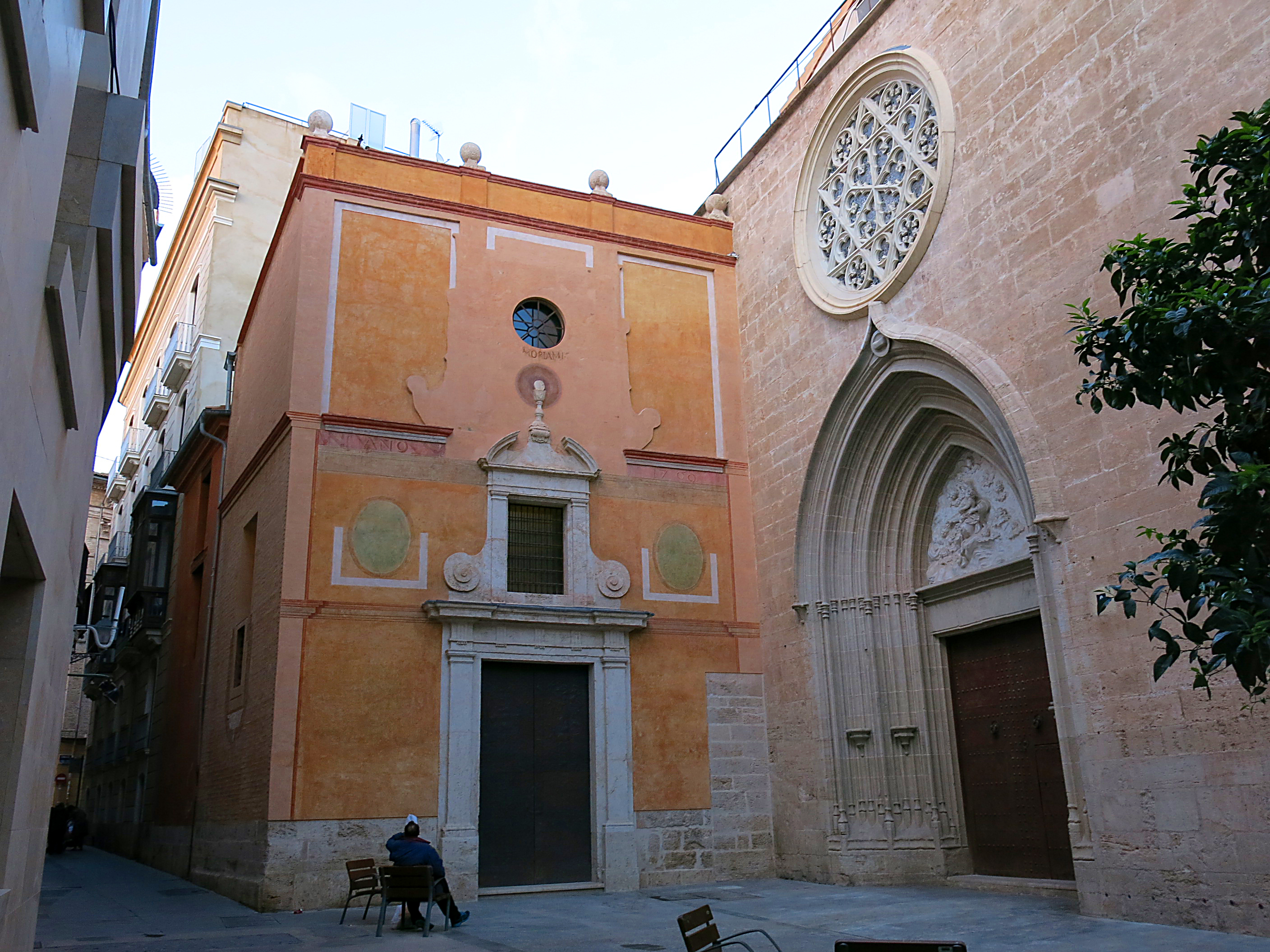
Portalades als peus l'església

A la volta s'integren puttis i motius vegetals juntament amb els grans frescos que el 1700 pintà Dionís Vidal, segons el projecte de Palomino. En aquest gran cicle de frescos que ocupen la volta, les parets i pilars, es desenvolupen les vides dels sants titulars, sant Nicolau i sant Pere de Verona, els quals hi apareixen en les llunetes de cada costat, junt amb al·legories i virtuts, tot amb perspectives i escorços forçades, propi de l'art de Palomino. A la volta del presbiteri també estan els dos sants en glòria envoltats d'àngels, doctors de l'Església i d'arquitectures fingides; a banda estan els retrats de Palomino i Vidal, situats sobre la cornisa del tester a la part dreta. Als peus s'hi representen els evangelistes sant Lluc i sant Marc, els altres dos apareixen amb els altres apòstols a la llarga de la cornisa de la nau. Sobre la portada dels peus existeix un tondo on està pintada l'efígie de Calixt III per haver estat rector d'aquesta parròquia. Amb seguretat se sap que Palomino dibuixà els esbossos dels frescos de la volta, ja que Orellana conta que Josep Parreu, pintor, conservava esbossos de dotze llunetes.
L'any 1920 Josep Renau Montoro s'encarregà de restaurar els frescos.
La capella de la Comunió data de 1760, però ampliada i restaurada el 1853 com indica una làpida. Cobreix els seus dos trams separats per un arc toral amb dues cúpules sobre petxines. Aquesta capella és un exemple de decoració rococó, a la manera de l'església de Sant Andreu, la rocalla daurada s'estén pels murs, les pilastres, cornises, marc de les pintures murals i l'arc on hi ha l'escut de la família Melchor Valenciano. Tota la seua pintura mural la realitzà Joaquim Pérez, deixeble d'Hipòlit Rovira. Les escenes dels costats són el Lavatori de sant Pere a la dreta i a l'esquerra la seua Comunió; a les petxines estan representades quatre virtuts i els quatre evangelistes. També és destacable el seu sòcol ceràmic del segle xviii.
L'última obra important feta a Sant Nicolau fou deguda a les noves alineacions de carrers promogudes per l'Ajuntament de 1864, cosa que feu necessari un nou accés des de la plaça de Sant Nicolau. D'aquesta nova portada i façana s'encarregà Timoteo Calvo, amb un estil neogòtic, igual que la portadeta que dona al carreró que connecta l'església amb el carrer dels Cavallers.

## Pintura
L'església de Sant Nicolau és una de les més riques de València pel que fa a la pintura que conserva. Els dos retaules laterals del central, propietat del gremi de peraires, estan compostos per taules de Joan de Joanes, a excepció de les laterals. Al retaule del costat esquerre, la taula central que representa a Santa Anna amb la Verge i el Nen, és obra de Yáñez de la Almedina, envoltada per les taules de Joanes (aquestes representen els Pares doctors de l'Església, els Màrtirs, les Verges, els Apòstols, el Sopar la Creació d'Eva i la Coronació de la Verge). El de la dreta representa a la seua taula central la Resurrecció i envoltant-la altres escenes com la Caiguda dels àngels, la Batalla de Manfredonia, la Processó als Monts Gàrgans, l'Aparició de Sant Miquel al Castel Sant'Angelo, l'Anunciació, l'Adoració dels Reis Mags, l'Adoració dels pastors i la Circumcisió. Darrere aquest retaule se'n conserva un altre d'esmalts de Llemotges datat cap a 1520 amb escenes de la Passió i mort de Jesús.
El retaule de la capella del Crist s'atribueix a Vicent Macip i al seu fill Joan de Joanes. Al primer li correspon la Crucifixió, amb una talla del segle xvi, i la Pietat; el Preniment i el Carrer de l'Amargor són obra dels dos junts i la Flagel·lació i les taules guardapols són de Joanes.
La taula central de l'altar major barroc és obra de Josep Vergara. De Jeroni Jacint Espinosa era el retaule de Sant Pere màrtir, del qual només es conserven dos llenços del banc, el Naixement de la Verge i el Naixement de sant Joan, que mostren un cert aire venecià a través de l'obra d'Orrente. El quadre amb el tema de Samsó i el lleó s'ha atribuït a Esteve March i s'hi aprecien influència també d'Orrente. Altres obres interessants es distribueixen per les capelles.
A la sagristia es guarden el retaule de Roderic d'Osona de 1476, amb la taula central del Calvari, un petit retaule de Yáñez de la Almedina, les taules de la Verge i el Salvador de Joanes, una Sagrada Família també atribuïda a l'anterior, un calze del segle xvi i un reliquiari gòtic del lignum crucis.
Com a curiositat, tots els dilluns es fa el dilluns de Sant Nicolau on hi ha unes paradetes on comercien amb objectes religiosos, a més, a l'estret passadís des del carrer Cavallers fins a la porta lateral hi solen haver captaires i tolits demanat, imatge que recorda a temps medievals.